# San Francisco Dos
San Francisco Dos är en ort i Mexiko.   Den ligger i kommunen Huitiupán och delstaten Chiapas, i den sydöstra delen av landet, 700 km öster om huvudstaden Mexico City. San Francisco Dos ligger 689 meter över havet och antalet invånare är 136.
Terrängen runt San Francisco Dos är bergig åt nordost, men åt sydväst är den kuperad. Terrängen runt San Francisco Dos sluttar söderut. Runt San Francisco Dos är det ganska tätbefolkat, med 70 invånare per kvadratkilometer. Närmaste större samhälle är Simojovel de Allende, 12,7 km söder om San Francisco Dos. I omgivningarna runt San Francisco Dos växer i huvudsak städsegrön lövskog.